# Vinken Zusjes
De Vinken Zusjes zijn een Vlaams zangtrio bestaande uit de zussen, Gabriëla, Alexandra en Elisabeth Vinken.
De drie zussen deden in 2011-2012 mee aan het eerste seizoen van The Voice van Vlaanderen, een talentenjacht op de Vlaamse commerciële televisiezender VTM. Ze werden in de "Blind auditions" geselecteerd door coaches Alex Callier, Jasper Steverlinck en Natalia Druyts; Koen Wauters drukte niet voor hen af. Ze kozen Jasper Steverlinck als coach. Hun deelname botste met de spelregels van het programmaformat, waar vermeld werd dat als kandidaten individuen of duo's werden gezocht. De - deels door de juryleden uitgelokte - felle reacties op sociale media maakten duidelijk dat het Vlaams publiek hier een uitzondering accepteerde, wat hen ook een interview in het praatprogramma De laatste show opleverde. Uiteindelijk keurden VTM en John de Mol, bedenker van het format, de verdere deelname goed. Ze stootten enkele ronden door in het programma tot twee optredens in de zogenaamde "Liveshows", waar ze onder meer het nummer "Bang Bang" van Nancy Sinatra coverden.
De single van het nummer "Bang bang" stond vier weken in de Ultratop met een zesde plaats als hoogste notering.

## Singles
| Single met hitnotering(en) in de Vlaamse Ultratop 50 | Datum van verschijnen | Datum van binnenkomst | Hoogste positie | Aantal weken | Opmerkingen |
| ---------------------------------------------------- | --------------------- | --------------------- | --------------- | ------------ | ----------- |
| Bang bang                                            | 06-02-2012            | 11-02-2012            | 6               | 4            |             |